# Familie Bergmann
Familie Bergmann ist eine Familienserie, die 1969–71 in der ARD lief. Es ging dabei um die Probleme beim Aufeinandertreffen von gestandenen DDR-Bürgern und Westdeutschen.

## Inhalt
Der DDR-Bürger, das unbekannte Wesen: Die – westdeutsche – Serie schildert das Leben der ostdeutschen Familie Bergmann. Zwar gibt es viele bekannte Verhaltensmuster und Probleme im Alltag – doch andere Reaktionen sind für den Westbürger wiederum ungewohnt und müssen erst verstanden werden. Die Serie will diese Gemeinsamkeiten und Unterschiede herausarbeiten. So müssen sich die Bergmanns auf turbulente Tage einstellen, als ihr bestellter Wartburg ein Jahr früher als geplant angeliefert wird. Und auch der „freiwillige“ Arbeitseinsatz zur Fertigstellung eines Kindergartens im Wohnviertel der Bergmanns sorgt nicht nur für Freude.